# Montemolín
Montemolín é um município da Espanha na comarca de Tentudía, província de Badajoz, comunidade autónoma da Estremadura, de área 202,7 km². Em 2021 tinha 1 365 habitantes (densidade: 6,7 hab./km²).

## Demografia
| Variação demográfica do município entre 1991 e 2021 [carece de fontes?] | Variação demográfica do município entre 1991 e 2021 [carece de fontes?] | Variação demográfica do município entre 1991 e 2021 [carece de fontes?] | Variação demográfica do município entre 1991 e 2021 [carece de fontes?] | Variação demográfica do município entre 1991 e 2021 [carece de fontes?] |
| ----------------------------------------------------------------------- | ----------------------------------------------------------------------- | ----------------------------------------------------------------------- | ----------------------------------------------------------------------- | ----------------------------------------------------------------------- |
| 1991                                                                    | 1996                                                                    | 2001                                                                    | 2004                                                                    | 2021                                                                    |
| 1924                                                                    | 1765                                                                    | 1647                                                                    | 1603                                                                    | 1365                                                                    |